# ハカマカズラ

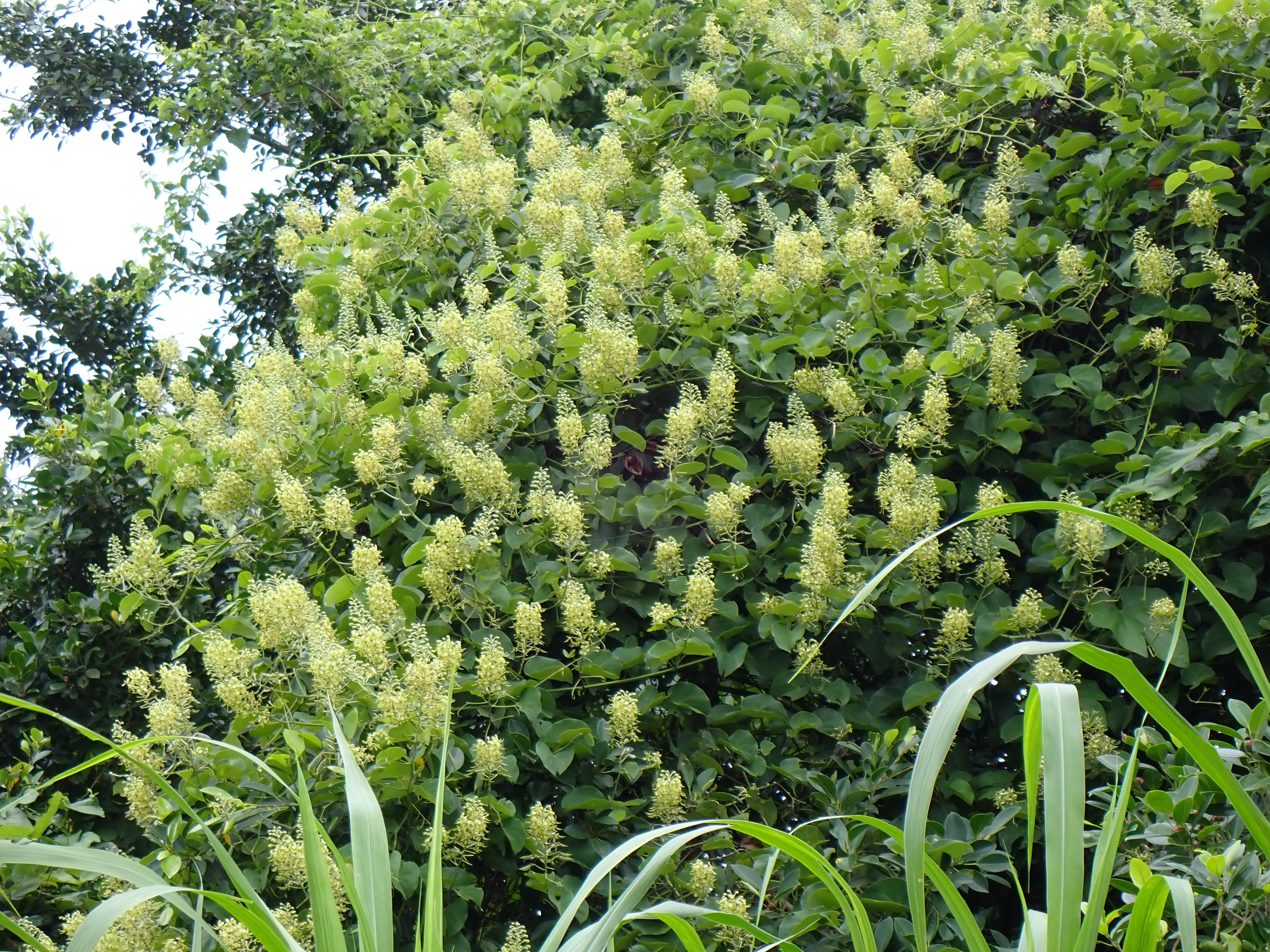
群生（2024年5月 沖縄県石垣市）

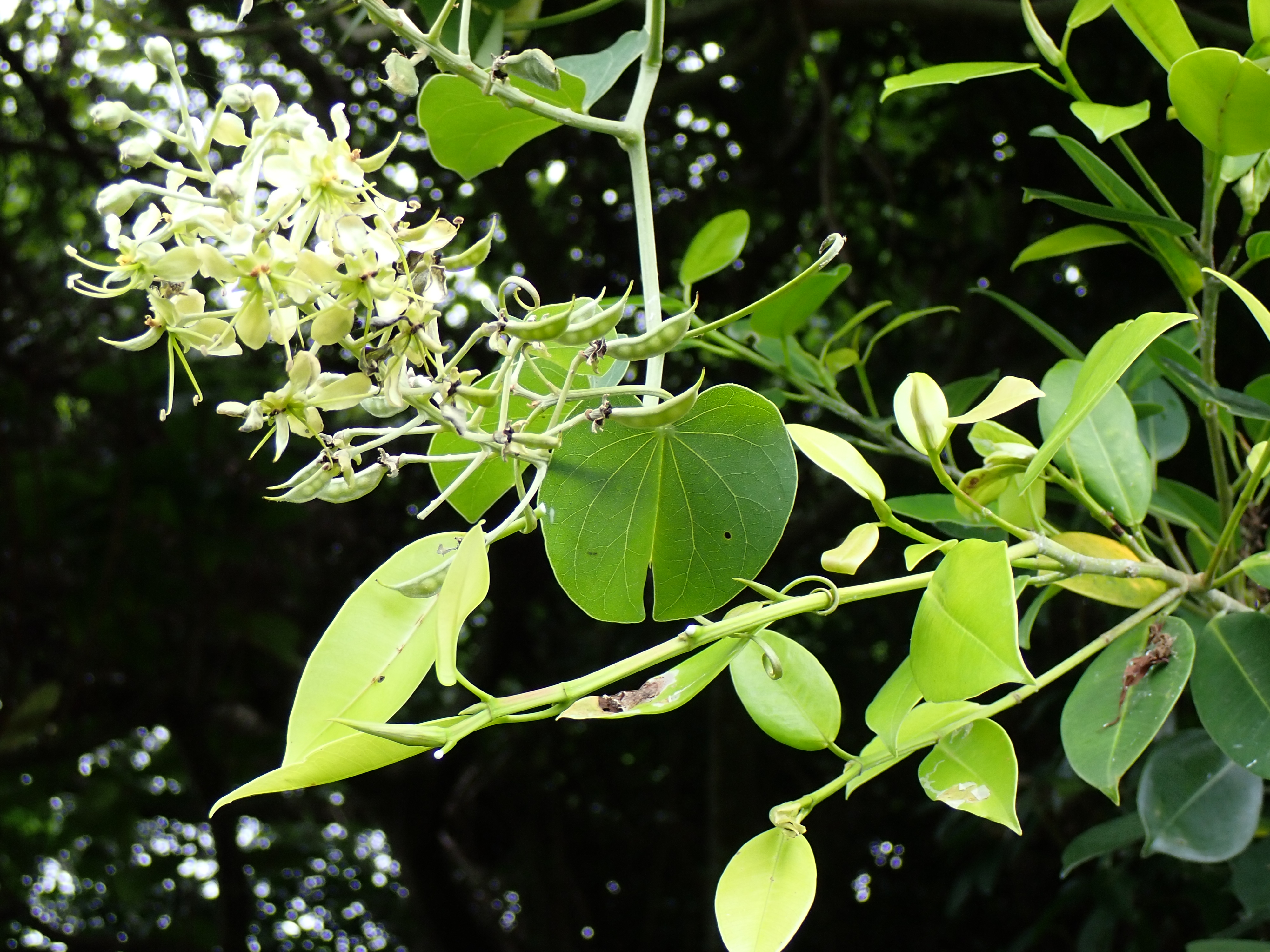
花序（2024年5月 沖縄県石垣市）

ハカマカズラ (袴葛、Bauhinia japonica) は、蔓になるマメ科ハナズオウ亜科の常緑性木本で、大変大きくなる。熱帯系の植物として日本本土では希少である。

## 概要
名前の由来は袴葛で、その葉が幅広い単葉で、先端が大きく窪んでいることから、その形を袴に見立てたものである。別名をワンジュという。
日本本土ではその分布がごく限られ、天然記念物に指定されている場所もある。沖縄ではごく普通に見られる。和歌山県田辺市の神島は、この種の存在をもって南方熊楠が強く保存を主張したことでよく知られる。

### 名前について
ハカマカズラの名は、上述のようにその葉の独特な形に基づく。これに対して別名のワンジュの由来はなかなかわからない。多くの図鑑、たとえば牧野の図鑑はよく名前の由来にうるさく触れるが、この植物についてはハカマカズラの由来のみで、別名は記されていない。しかしワンジュの名は古くから使われた地方名であったらしい。ワンジュは彎珠と書き、たとえば『紀伊続風土記』には「彎珠一名ハカマカズラ」と記されていた。古くは槵珠（槵は木偏に患）と書き、これはムクロジのことで、同じように黒くて硬い種子をつけることから、混同したのに基づくのであろうと南方熊楠は言っている。この名は『紀州産物考』など、江戸期の本草学の記録にも何度か見える。小野蘭山が京都山城にこれを栽培した事例なども伝えられる。

## 特徴
大きいものは森林の林冠部にまで登り、幹は木質化して太くなり、時に直径10cmにもなる。太くなった幹の樹皮は多数の縦溝がある。
緑の部分も全体に硬い植物である。若い枝や葉には褐色の寝た毛を密生するが、次第にはがれて無毛になる。枝の先端側の節から巻ひげが出る。葉の形は独特で、基部は心型、先端に向かってやや狭まるが先端は大きく窪み、その両側が三角形に尖る。むしろ、全体にハート形の葉の先端を菱形に切り抜いたような形である。若い枝の葉は大きく鋭く裂け、老いた枝のものでは裂け目が浅い傾向がある。葉質は薄いが硬い。表面は滑らかだがつやはあまりない。葉柄は葉と同じくらいか、やや長い。その基部には長さ3mmの托葉がつくがすぐに脱落する。
花は夏に咲く。茎の先端からほぼ立ち上がる総状花序を出し、多数の花をつける。花は薄い黄色であまり目立たない。個々の花には長い柄があり、その基部には苞があるが、すぐに脱落する。花は豆の花の形でなく、五弁がほぼ同じ形をしている（ジャケツイバラ亜科の特徴）。花弁は丸く、はっきりした柄の部分があって長さ9-11mm、平らに広がる。雄しべは三本、花弁より長い程度。雌蘂は花弁よりやや短く、赤褐色の短い毛を密生する。
果実はいわゆる豆の鞘の姿で、長さ5-8.5cm、楕円形で扁平、せいぜい三個程度の種子を含み、種子の間はややくびれる。成熟すると硬くなり、往々に黒っぽくなり、割れて種子を放出する。種子は直径13mmほど、円形で左右から扁平になっており、黒褐色か紫色を帯びてつやがあり、大変硬い。

## 生育環境
海岸近くに生える。本州では海岸線の森林内に出現する。沖縄では海岸近辺の森林にも出るが、むしろ岩場に出てくるのを見ることが多い。

## 分布
本州では紀伊半島南部の海岸線に点在するのみ。北限分布地は由良町の黒島であり、他に田辺市の神島、すさみ町の江須崎など和歌山県の数カ所が知られる。南方系の植物では紀伊半島を北限とするものは少なくないが、その場合、和歌山県だけでなくたいていは三重県側にも見られるのに対して、この種は和歌山県でしか記録がない。四国では高知県と愛媛県に、九州では南部地域に点在する。ここまでは希少種扱いである。南西諸島には広く分布し、まず普通に見られるものである。

## 利用
その硬い種子を数珠に使う例がある。特に和歌山県では熊野詣での際の御守りとして珍重された歴史があり、神島では地元民がこれを採取して京都の仏具屋に送っていた。装備が不十分なものの魔除け、特に蝮・蛇・諸毒虫を退けるとされた。
特に田辺市神島のそれは両面が滑らかで念珠によく、それに対して他地域のものは凹凸があって下品とされたという。熊楠はこれについて、神島の場合、神が惜しむといって果実が成熟し、殻からはずれて地面に落ちて落ち葉に埋もれてから収集するので滑らかになったものと述べて、近年は急いで集めるのでこの島のものも凹凸が出るようになったと記している。
和歌山県立神島高等学校（旧：和歌山県立田辺商業高等学校）は神島に近いことからこの植物の葉を図案化したものを校章としている。ただし葉脈の特徴が間違っているとの指摘がある。
他に、煎じ汁を飲んで神効ありとしたとされ、熊楠は海外の同属植物が薬用とされた例を挙げて「多少の薬効はあったのであろう」というように書いているが、現在では薬用としては使用されていない。

## 保護
日本本土では珍しい南方系の植物として学術的に価値を認める。和歌山県の江須崎や神島は亜熱帯植物群落の生育地として天然記念物に指定されるが、いずれもこの種が生えているのが一つの理由となっている。特に神島のそれは北限の分布地できわめて重要として南方熊楠がその保護を訴えたことでも知られる。ただし上述のように本当の北限はここではなく、由良町の黒島である。ここは北限分布地として天然記念物に指定されている。それを含め、和歌山県や四国九州の自生地のある各県では、それぞれにレベルは異なるもののレッドデータブックで取り上げられている。おおむね北東ほどそのレベルが高い。ただし日本全国のレッドデータブックには取り上げられていない。
和歌山県の江須崎には巨大な株が神社境内にあったのだが、これは森林の荒廃によって枯死した。神島でも神社合祀の際に大いに数を減じたと熊楠が嘆いているが、これらの地域でも幸いにしてこの種そのものはまだ多数の株が現存し、よく発育している。

## 分類
ハカマカズラ属には熱帯域を中心にして250種ほどがある。蔓でなく直立する樹木になるものも数多く、中にはオオバナソシンカ（ヨウテイボク）など美麗な花をつけて観賞用に栽培されるものもある。しかし日本に自生する種はこれのみである。ハカマカズラの葉はマメ科としては特異である上、先が切れ込むのは葉一般から見ても特殊であるが、この属と近縁属に共通する特徴である。上記のヨウテイボク（羊蹄木）の名はこの葉の形を羊のひづめに見立てたものである。
なお、この種のようにつる植物になるものを別属の Lasiobema （和名は、これを認めるならば当然こちらがハカマカズラ属となるであろう）とする説がある。この属に含まれる植物はインド、ヒマラヤから東南アジア、東アジアに11種あり、いずれもハカマカズラによく似たものである。